# Uniwersytet w Novim Pazarze
Uniwersytet w Novim Pazarze, Uniwersytet w Nowym Pazarze,  Uniwersytet Nowopazarski (serb. Универзитет у Новом Пазару) – publiczny uniwersytet w mieście Novi Pazar w Serbii. Został założony w 2002 i podzielony jest na pięć wydziałów.

## Historia
Instytucja powstała w 2002 z inicjatywy ówczesnego premiera Serbii Zorana Đinđicia. Założenie uniwersytetu, oprócz funduszy Republiki Serbii, umożliwiło wsparcie ze strony dwustu dodatkowych donatorów.
Uczelnię zorganizowano jako wakf, fundację na wzór uniwersytetów w krajach muzułmańskich. Jest jedyną tego typu uczelnią w Europie południowo-wschodniej, a kobiety stanowią 51,8% studentów (2010). Uniwersytet w Novim Pazarze był pierwszym w Serbii, który przyjął deklarację bolońską (2002). Składa się z pięciu wydziałów, ale istnieją również filie w Belgradzie, Niszu, Suboticy i Pančevie.

## Wydziały
- Wydział Prawa
- Wydział Nauk Humanistycznych
- Wydział Zarządzania i Ekonomii
- Wydział Informatyki
- Wydział Sztuk Pięknych[2]